# Акумал
Акумал (на испански: Akumal) е курортно селище, което се намира в Мексико, на 100 km от друг известен курорт Канкун. На езика на маите Акумал означава „Място на костенурки“.